# Fenotiazina
Fenotiazina é um composto orgânico que ocorre em várias drogas antipsicóticas, como a clorpromazina, e anti-histamínicas. Tem a fórmula S(C6H4)2NH. Este composto tricíclico amarelado é solúvel em ácido acético, benzeno e éter. O composto é relacionado a classe das tiazinas de compostos heterocíclicos. Derivados do composto básico encontram amplo uso como drogas.